# Río Shkeliuk
El río Shkeliuk (del ruso: Шкелюк) es un río de montaña del krai de Krasnodar, en el Cáucaso Occidental, en el sur de Rusia, afluente del río Apchas, de la cuenca del río Kubán. Discurre completamente por el ókrug urbano de Goriachi Kliuch. Desemboca en el Apchas al norte de Chernomorskaya.

## Curso
Nace en las vertientes septentrionales del Cáucaso Occidental, al este de Kutais. Tiene una longitud de 32 km y una cuenca de 123 km². Discurre predominantemente en dirección nordeste. Su principal afluente es el Mokri Sepsil. Atraviesa en su recorrido Kutaiskaya y Chernomorskaya.